# Calstock

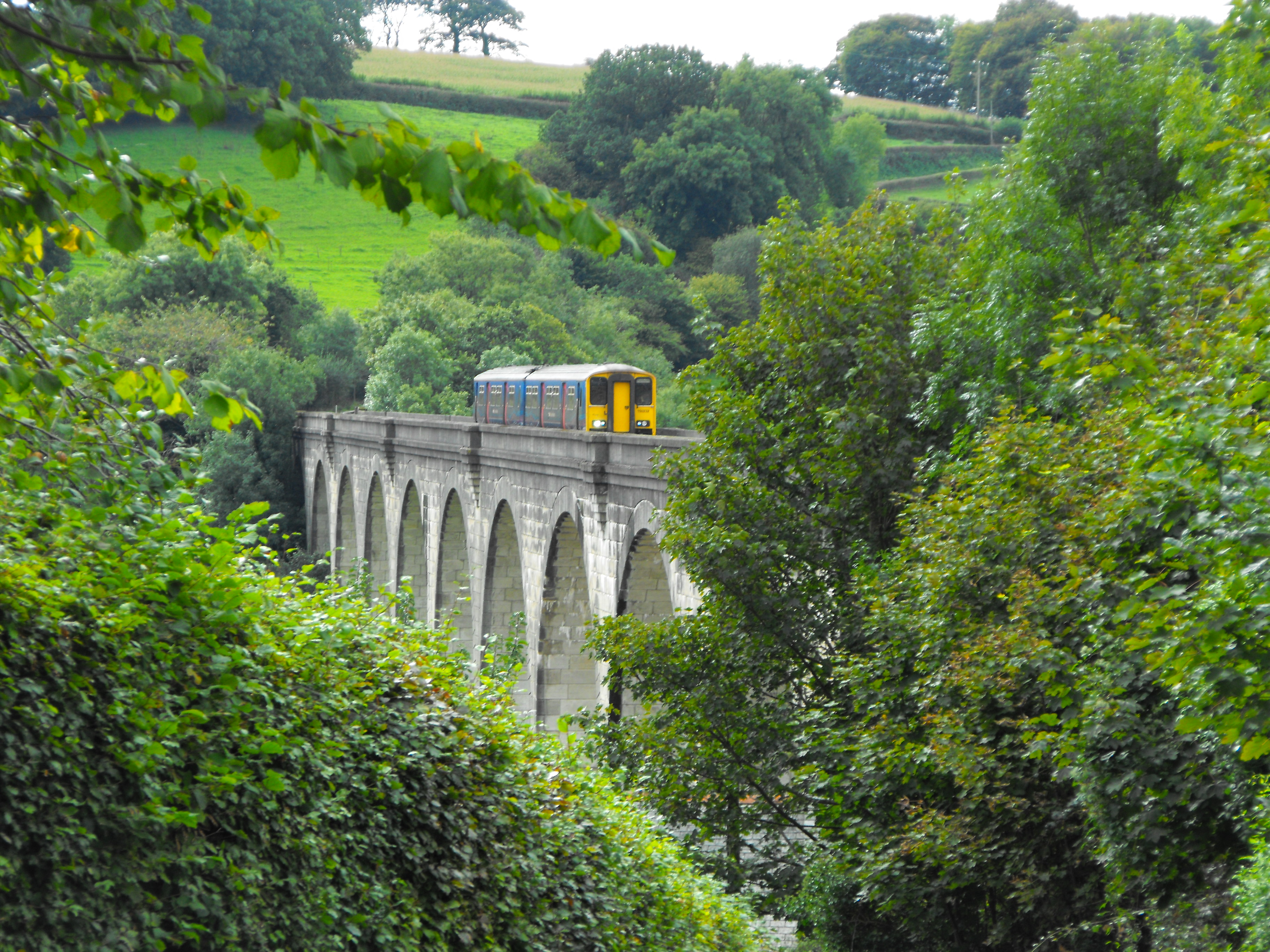
Most w Calstock nad rzeką Tamar

Calstock, korn. Kalstok – wieś w Wielkiej Brytanii, w Kornwalii w dolinie rzeki Tamar na granicy z hrabstwem Devon. Wieś liczy 6 095 mieszkańców. Przez wieś przebiega linia kolejowa Tamar Valley Line.

## Historia
W czasach rzymskich istniał tu fort, odkryty przez archeologów w r. 2008. Od średniowiecza do końca XIX w. wieś była ośrodkiem kopalnictwa cyny. We wsi znajduje się most kolejowy nad rzeką Tamar, oddany do użytku w r. 1907.

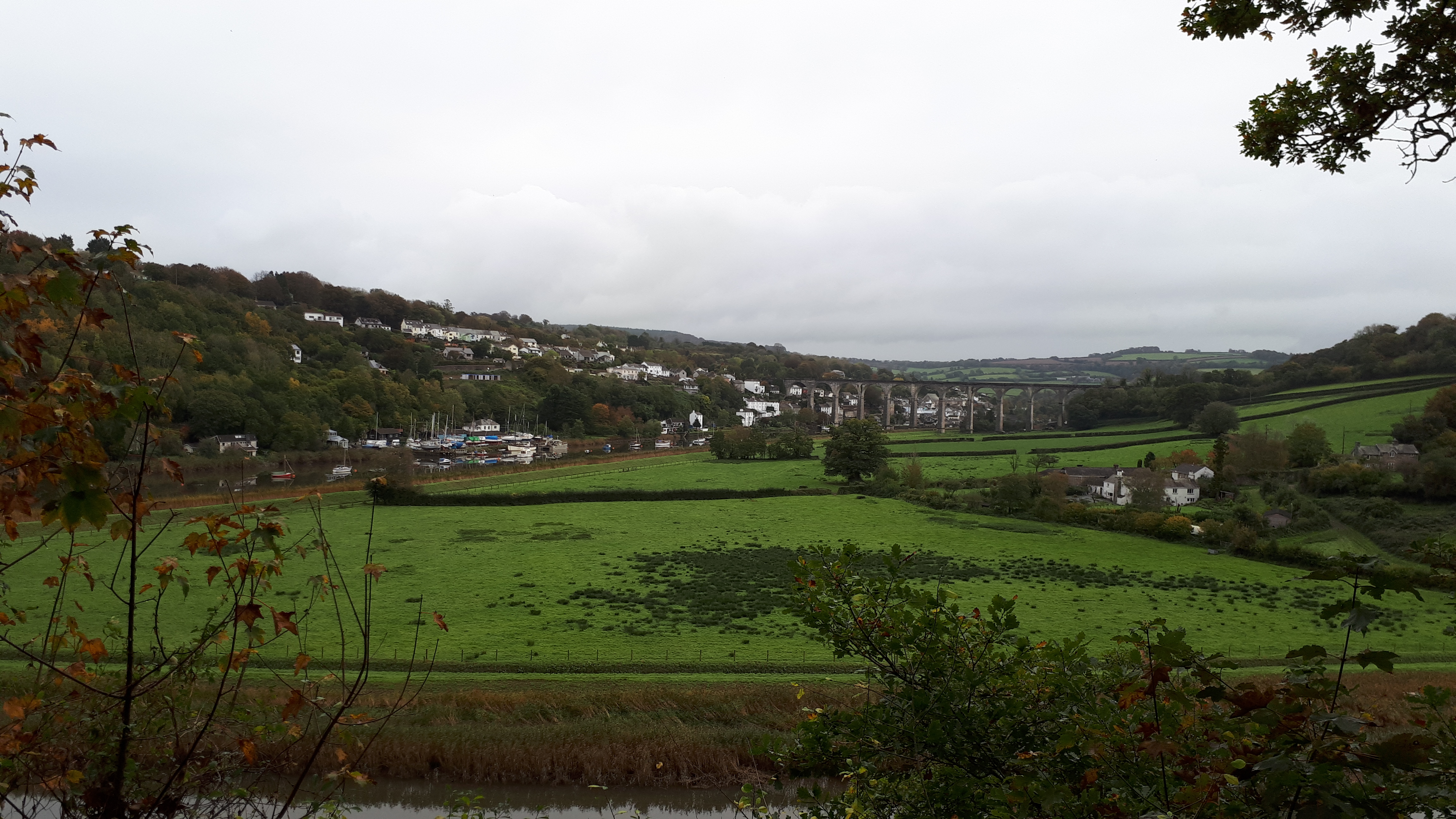
Wiadukt Calstock i jego otoczenie
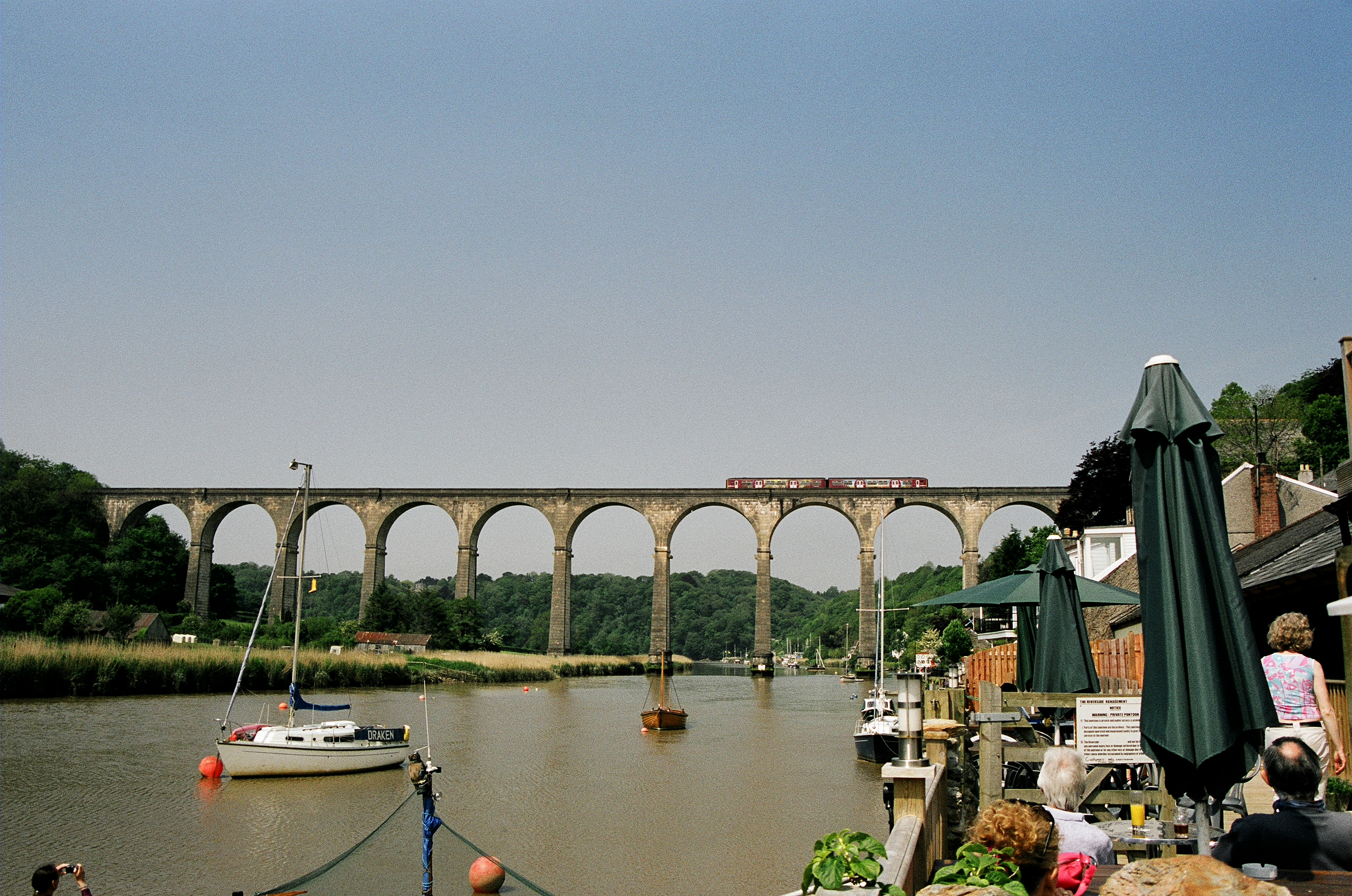
Wiadukt Calstock